# Костный матрикс
Ко́стный ма́трикс — межклеточное вещество костной ткани позвоночных с высокой концентрацией солей кальция.
Основным минеральным компонентом костного матрикса позвоночных служит сложная соль — минерал гидроксиапатит (Ca10(PO4)6(OH)2). Его кристаллы откладываются вдоль коллагеновых волокон. Органический компонент матрикса
 составляет у человека около 30 % его массы. Из них 95 % приходится на коллаген I типа, остальные 5 % представлены протеогликанами и белками, специфическими для кости (остеонектин и остеокальцин). По другим данным, в компактной кости 70 % костного матрикса составляют минеральные вещества, 20 % - органические компоненты и 10 % — вода; в губчатой кости содержание воды также около 10 %, а содержание органических компонентов выше и составляет около 50 % [www.xumuk.ru/biologhim/316.html].
Кроме гидроксиапатита, в состав минерального компонента костного матрикса входят аморфный фосфат кальция, дикальцийфосфат дигидрат, трикальцийфосфат и октакальцийфосфат. 
Согласно раннее существовавшей терминологии:
- коллагеновые волокна — это оссеин,
- протеогликаны и липиды — это оссеомукоид.